# UGM-27 ポラリス
UGM-27 ポラリス（Polaris）は、冷戦期にロッキード社が開発したアメリカ海軍の潜水艦発射弾道ミサイル。2段式であり、固体推進ロケットを使用し、核弾頭を搭載した。

## 概要
ポラリスは、レギュラス潜水艦発射巡航ミサイルを更新する、アメリカ海軍における核兵器として開発された。
しかし、開発途上にあった1957年、ソ連がICBMの実験に成功し、同年10月には、ICBM転用ロケットにより人工衛星打ち上げにも成功した。そこで焦燥感にかられたアメリカ政府当局は、設計段階にあったSLBM潜水艦（後のイーサン・アレン級）よりも早く実戦配備できる弾道ミサイル原潜を求めていた:214-215。そこでミサイルの開発も戦力化を急ぐことを優先するため、当初の目標射程（2800km）を妥協することで、実用化の時期が3年早められた。そうした意味でポラリスの本来の姿が実現したのは、イーサン・アレン級とポラリスA-2からであったと言える:214。
フロリダ州ケープ・カナヴェラルのミサイル試射場にて1960年1月7日に初めて発射された。
また、1962年12月の米英首脳会談で調印されたポラリス売却協定にしたがって、イギリス海軍にも売却され、イギリス海軍潜水艦においても1968年から1990年代半ばまで運用された。その後、1972年から、ポラリスは段階的に後継のポセイドンに置換され、1980年代のうちにトライデントと交代した。
ポラリス・ミサイルの開発には、このシステムの持つ固有の複雑さに対処するため、多くの斬新なプロジェクトマネジメント技法が導入された。そうした技法の中のひとつにPERT法があり、それ以前に大規模に使用されていたより単純なガントチャートはPERT法によって駆逐された。

## 開発
ポラリスはアメリカ合衆国で最初に配備されたSLBMであり、核弾頭を搭載した戦略弾道ミサイルで、アメリカ海軍においては艦隊弾道ミサイル（Fleet Ballistic Missile、FBM)と呼称していた。
アメリカ海軍は戦略長距離攻撃兵器としてレギュラス巡航ミサイルを運用していたが、ロケット技術の向上により、長距離弾道ミサイル実用化可能性が出てくると、その開発も行うこととなった。1955年12月にアメリカ陸軍と海軍は共同でジュピターIRBMの開発を開始した。しかし、ジュピターの性能や液体推進剤ロケットの仕様に不満を持った海軍は、1956年より陸軍とは別個の計画としてポラリスの開発を開始した。
当時のロッキード社によって固体推進薬を使用した弾道ミサイルとして開発されたポラリスは、1960年1月7日にケープ・カナベラルで実施された発射テストに成功した。搭載された核弾頭は現在のローレンス・リバモア国立研究所で1957年からハロルド・ブラウンを長とする研究チームによって開発されたもので、1960年7月には最初の16発の弾頭が海軍に納入され、7月20日には初めて潜水艦からの発射テストが行われた。
ミサイルは全長12.3 m（40.5 ft）、翼間長2.6 m(8.5 ft)であり、核出力1 Mtの弾頭を4,000km投射する能力があった。ポラリスの最初のバージョンであるA1は、重量13 t（28,800 lb）、全高8.7 m(28.5 ft)、直径2.6 m（54 in）、射程1,000海里（1海里は1,852km）であった。
1960年7月20日の潜水艦からの発射テストは、潜航中のプラットフォームから行われた初のロケットエンジンによる発射テストだった。ジョージ・ワシントン（USS George Washington、SSBN-598）は16発のミサイルを搭載した最初の艦隊弾道ミサイル潜水艦（一般的には弾道ミサイル原子力潜水艦(SSBN)と呼ばれる）であり、アメリカ海軍では1960年から1966年までに40隻のSSBNが進水している。1962年5月6日に、ドミニクI作戦においてポラリスミサイルはW47核弾頭を搭載して実弾頭ミサイルの発射および核実験が行われた。これはアメリカ合衆国において初めて実際の弾道核ミサイルを使用したテストとなった。
後期型のA2、A3、B3は射程の延伸のためA1に比べてロケットモーターの長さが伸ばされて充填される推進薬が増量している。射程は、A2が1,500海里(2,300 km)、A3が2,500海里(4,600 km)、B3が2,000海里(3,700 km)だった。A3は複数再突入弾頭（Multiple Re-entry Vehicle、MRV）化されており、B3はソビエト連邦の弾道弾迎撃ミサイルに囮弾頭などで対抗するペネトレーション・エイドが搭載されていた。その後、B3開発計画はポセイドンC3へと発展した。
ポラリスミサイルは二段式ミサイルである。ノズルは全長をコンパクトに納めるために1段目2段目ともに1個のモーターケースに4個取り付けられた。
誘導は慣性航法装置で行われ、命中精度はCEPにして900 m（3,000 ft）であった。このため、高い命中精度が必要な敵のミサイルサイロのような硬化目標に対する第一撃に用いるには不適当であり、ポラリスは第二撃（報復攻撃）兵器とされた。
ポラリスのポセイドンへの置き替えは1972年から始まり、1980年代にはポラリスとポセイドンはトライデントIに置き替えられた。

## アメリカの核戦略における役割

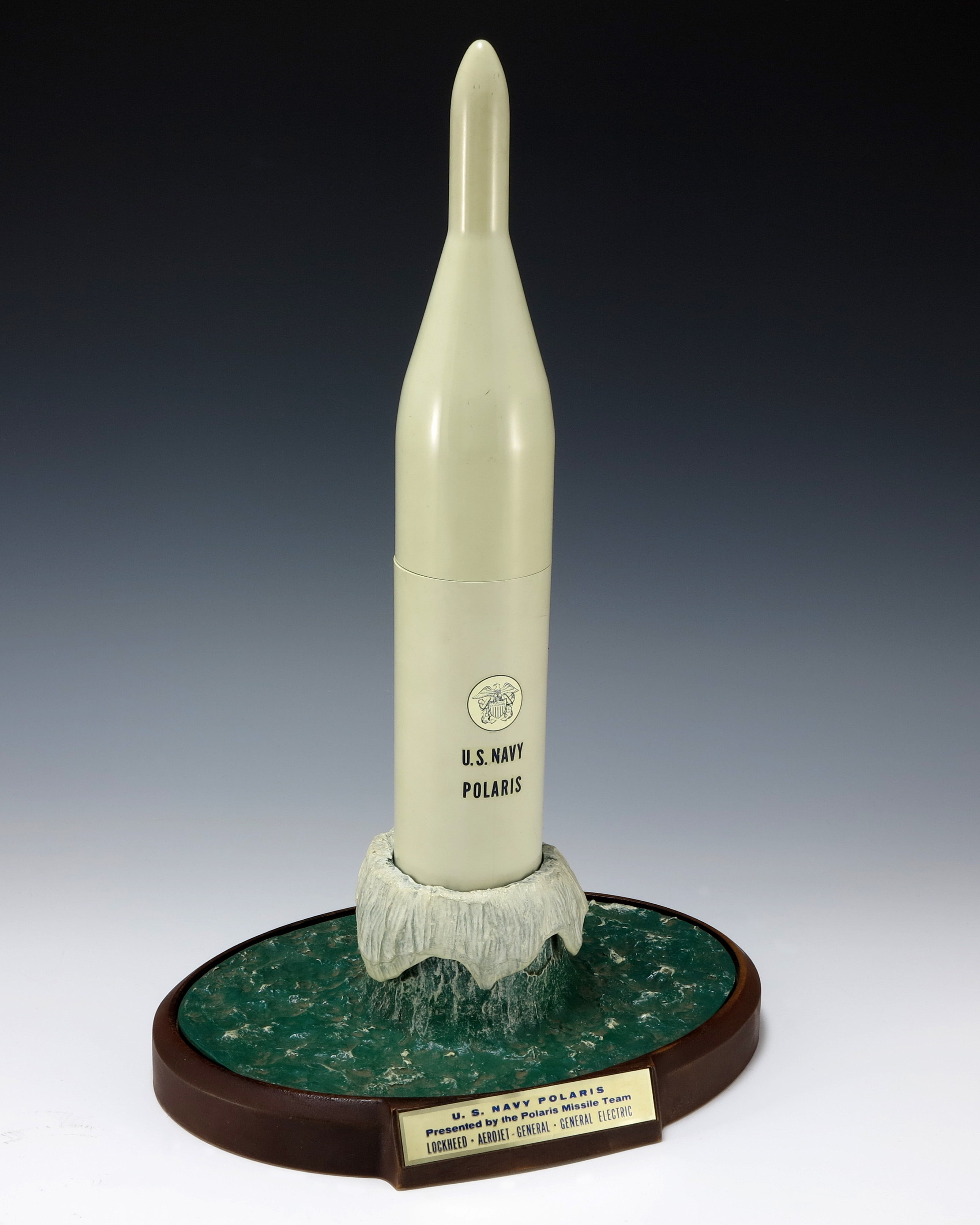
プラスチック製の模型

ポラリスA1は、ヨーロッパ全土に展開された限られた数量の中距離核戦力を補完するために開発された。ヨーロッパに展開された核戦力は、ソ連の重要な目標を攻撃するだけの射程を欠いていたため、ポラリスの開発により核抑止の水準を強化しようとしたのである。この頃ミサイル・システムを破壊できるだけの精度を持つシステムはほとんど存在しなかったため、報復攻撃の脅威はほとんど無かった。弾道ミサイル潜水艦の主要な利点は潜入したままミサイルを発射できることであって、（前任のレギュラスと同じく）射程の短いシステムを重要な目標を攻撃できる範囲に移動させつつ潜水艦の生存性をより高めることができた。
アメリカ海軍は大西洋岸を基地とするポラリス潜水艦を哨戒区域により近いイギリスとスペインに前方配置し、両国はスコットランドのホーリー・ロッホ、およびカディス湾のロタの基地の使用を認め、これによりアメリカ東海岸の基地からの移動時間を省くことができた。この前方配置はポセイドン・ミサイルがとって代わるまで続けられた。ポラリスは硬化目標を破壊できるほど充分な精度が無かったが、当局はポラリスを、それぞれ固有の機能を備える「核の三本柱」のひとつと見なしていた。周辺での防衛に「出かける」というポラリスに割り当てられた任務は、ポラリスの特性と制約によく見合ったものであった。

## 各型

### ポラリスA1

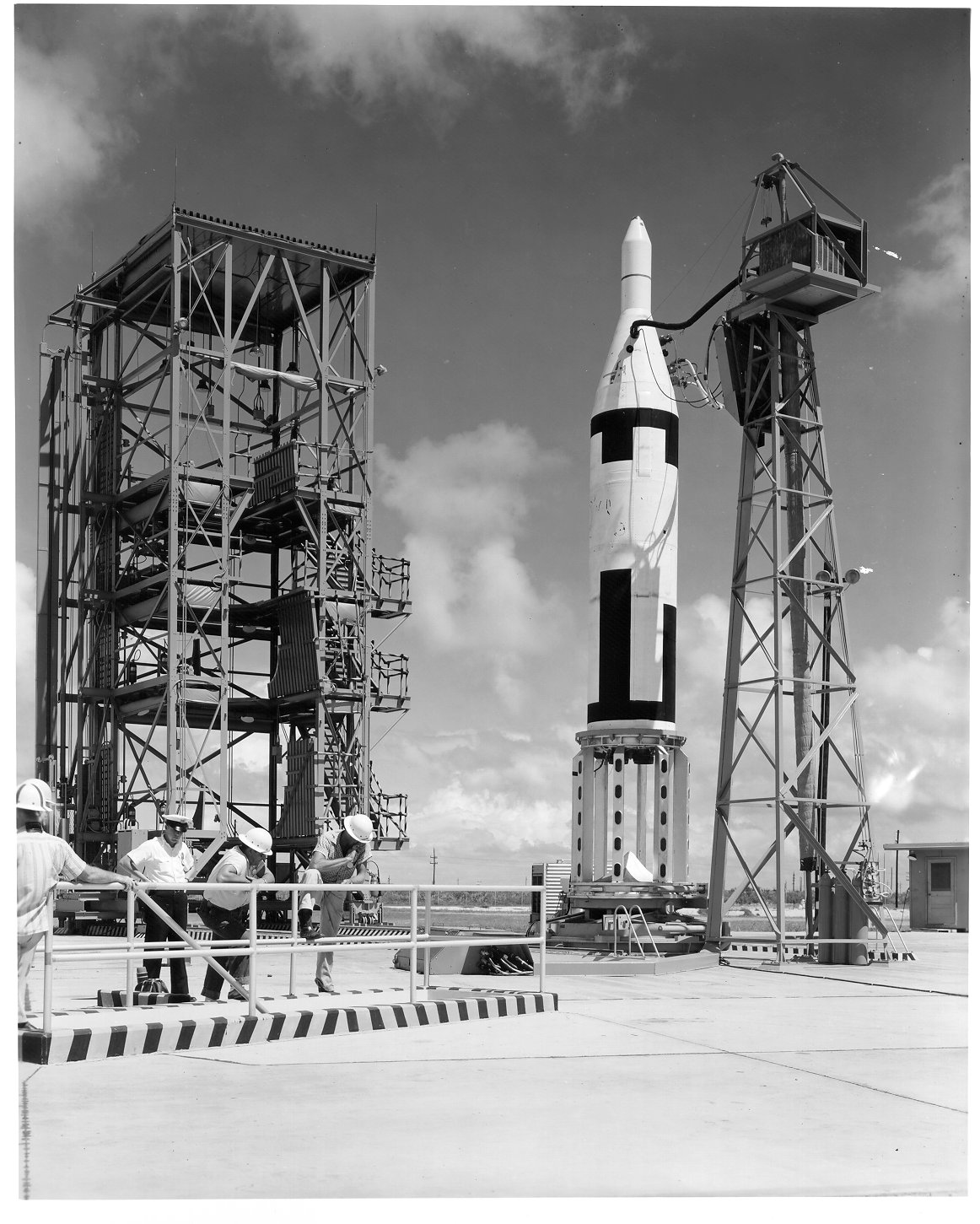
ポラリスA2

ポラリスA1(UGM-27A)は、重量28,800 lb(13.1 t)、全長28.5 ft(8.7 m)、直径54 in(1.37 m)、射程は約1,000海里(2,200 km)、CEPは1,800 mだった。一段目、二段目共にロケットモーターは、エアロジェット社が製造を担当した。
一段目、二段目のモーターケースは低合金高張力鋼D6AC鋼を使用し、固体推進薬はポリウレタン系コンポジット推進薬を使用した。推進薬は、酸化剤として過塩素酸アンモニウム結晶、バインダー兼燃料としてポリウレタン、金属燃料としてアルミニウム粉末を練り混ぜスラリ状の混合物をモーターケースに流し込みキャスティングされた。
飛翔制御方式は、一段目二段目ともにJetevator方式を採用した。弾頭は核出力600 ktのW47-Y1核弾頭を搭載したMk.1型再突入体（re-entry vehicle、RV）を一基備えた単弾頭ミサイルであった。

### ポラリスA2
ポラリスA2(UGM-27B)は、重量32,500 lb(14.7 t)、全長31 ft(9.45 m)、直径54 in(1.37 m)、射程は約1,450海里(2,800 km)、CEPは1,200 mだった。一段目ロケットモーターはエアロジェット社が、二段目ロケットモーターはハーキュリーズ・パウダー社が製造を担当した。
一段目のモーターケースにはマルエージング鋼、二段目のモーターケースには石英ガラス/エポキシ樹脂・繊維強化プラスチックを採用した。一段目固体推進薬にはA1型一段目と同じポリウレタン系コンポジット推進薬を使用した。二段目固体推進薬にはコンポジット化ダブルベース推進薬（CMDB推進薬）を使用した。これはニトロセルロースとニトログリセリンを混ぜスラリ化させて、バインダー兼燃料兼酸化剤として用いたものである。酸化剤として過塩素酸アンモニウム結晶、金属燃料としてアルミニウム粉末を加え練り混ぜ、モーターケースに流し込みキャスティングしている。
飛翔制御方式は、一段目にJetevator方式、二段目に可動ノズル方式を採用した。
弾頭は核出力800 ktのW47-Y2核弾頭を搭載したMk.1型RVを一基備えた単弾頭ミサイルであった。

### ポラリスA3

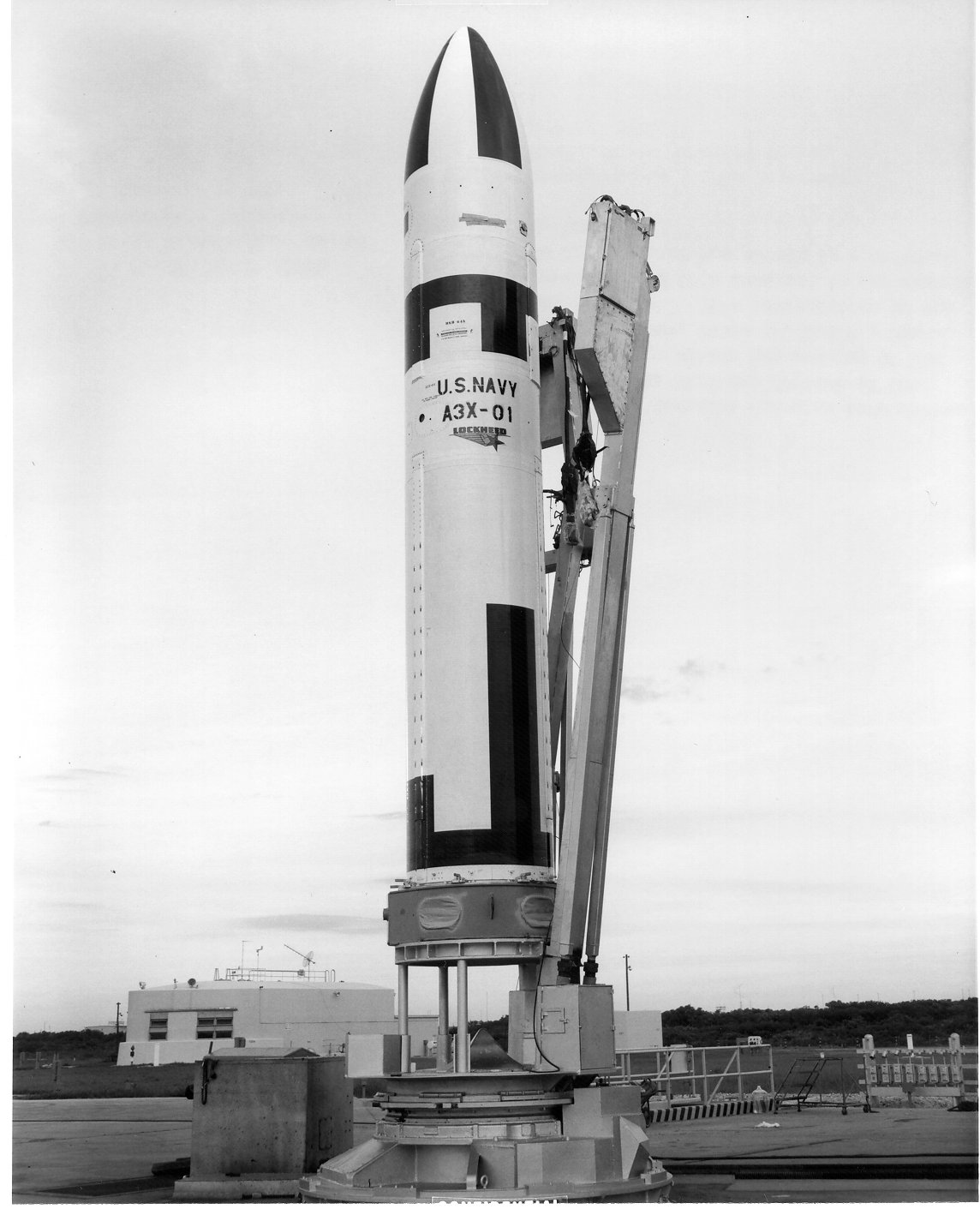
ポラリスA3

ポラリスA3(UGM-27C)は、重量35,700 lb(16.2 t)、全長31 ft(9.45 m)、直径54 in(1.37 m)、射程は約2,500海里(4,630 km)、CEPは900 mだった。一段目ロケットモーターはエアロジェット社が、二段目ロケットモーターはハーキュリーズ・パウダー社が製造を担当した。
一段目、二段目共にモーターケースに石英ガラス/エポキシ樹脂・繊維強化プラスチックを採用した。一段目固体推進薬には、A1型、A2型一段目と同じポリウレタン系コンポジット推進薬を使用した。二段目固体推進薬には、ニトロセルロースに揮発性溶剤と可塑剤を混ぜて作られる熱可塑性樹脂をスラリ化させたものをバインダー兼燃料兼酸化剤として用い、酸化剤として過塩素酸アンモニウム結晶、金属燃料としてアルミニウム粉末、比推力向上のためニトラミン化合物HMXを練り混ぜ、モーターケースに流し込みキャスティングしている。
飛翔制御方式は、一段目に可動ノズル方式、二段目にノズル内二次噴射方式を採用した。弾頭は核出力200 ktのW58核弾頭を搭載したMk.2型RVを三基備えた複数弾頭ミサイルであった。1964年より部隊配備が開始されている。
A3の新しいノーズコーンに納められている3基のマーク2再突入体（re-entry vechicles、アメリカ海軍およびイギリス海軍ではRe-Entry Body）には核出力200キロトンのW58弾頭が取り付けられていた。これはもともと「クラスター弾頭」と呼ばれていたが、のちに複数再突入体(Multiple Re-entry Vechicle、MRV)という用語に置き換えられた。3基の弾頭は共通の目標の周囲に散開するが、個別に誘導される（independently targeted、個別に誘導される場合はMIRV）わけではない。3基の弾頭は単一の1メガトンの弾頭と破壊力において等しいものとされた。後にA3ミサイル（再突入体ではない）は、ブースト段階における電磁パルスの影響からミサイルの電子装置を守るための限定的な防護が施された。

### ポラリスB3
B3は2000海里(3705km)の射程と、ソ連の弾道ミサイル防衛に対抗するペネトレーション・エイドを持つ設計が検討されていた。B3はポセイドン(C3)・ミサイルに発展したが、ポセイドンでは囮というコンセプトは放棄された。代わりに用いられたのは、ソ連の防御を数的な重みと再突入後の高速度によって圧倒する、新しい硬化・高速再突入体のための大きな投射質量であった。B3ミサイルで計画された囮のシステム（アンテロープ）は放棄されたが、イギリスではスーパーアンテロープないしKH.793に適用・進化し、のちにシェヴァリーンと再命名された。

## イギリス海軍
英国でのポラリスの採用は、1950年代に英国で進められていたブルーストリーク中距離弾道ミサイル(IRBM)の開発計画と、米国で進められていた空中発射弾道ミサイル(ALBM)スカイボルトの開発計画が両方とも中止された事に端を発する。ブルーストリークが中止されたため、英国は自国の核運搬能力の一部を米国に求め、その結果スカイボルトが内定していたのである。スカイボルトの開発中止は英国の核運搬能力、ひいては核抑止力が著しく減少する事を意味していた。英国首相ハロルド・マクミランと米国大統領ジョン・F・ケネディは、1962年に行われたナッソー会議で会談し、米国がスカイボルトの代わりにポラリスを英国に供給する事（ナッソー協定）で合意した。米国がミサイル本体、発射管、火器管制装置を供給し、核弾頭およびミサイル搭載潜水艦を英国が建造することとなった。米国からは英国のミサイルの使用に関して保障が与えられている（NATO軍指揮下にあった旧西独の作戦航空機等によるニュークリア・シェアリングとは異なる）。英米間のポラリス販売協定は1963年4月6日に署名された。
引き換えにイギリスは、ポラリス・ミサイルの照準の統制を欧州連合軍最高司令官(Supreme Allied Commander, Europe、SACEUR)に委ねることに同意した。これは、NATO同盟諸国の支援を得られない国家の緊急事態において、ポラリス・ミサイルの照準・発射許可および発射はイギリスの国家当局に属するという条件つきであった。しかし、SACEURにはNATO海軍に対する権限がなかったため、ポラリス搭載潜水艦の作戦統制は、やはりNATOの最高位の司令官であるバージニア州ノーフォークに所在する大西洋連合軍司令官（Supreme Allied Commander, Atlantic、SACLANT）の管理下におかれ、大西洋連合軍司令官は東部大西洋地域における副司令官である東部大西洋司令官(COMEASTLANT)に委譲する体制がとられた。東部大西洋司令官はイギリスの提督が就任し、ポラリスおよびトライデント・ミサイルの発射を含めてイギリスの核兵器の使用にはイギリス首相の同意が必要とされ、この体制が継続している。
ポラリスはイギリス海軍の平時の歴史における最大のプロジェクトであった、1964年、新しい労働党政権はポラリスをキャンセルし、ポラリスのための潜水艦を在来型の武装を備えた攻撃型潜水艦に転換することを考慮したものの、V爆撃機よりも廉価な15億ポンドのコストでポラリスによってイギリスにグローバルな - おそらくスエズ東岸までの - 核能力が与えられるがゆえに継続された。
英国で建造されたポラリスミサイル搭載潜水艦はレゾリューション級として知られる。ポラリスシステムは、米国から購入したミサイル本体に英国で開発された核弾頭を搭載したポラリスA-3TKが使用されている。1968年2月15日、レゾリューション級原子力潜水艦の1番艦であるレゾリューション(HMS Resolution, S22)はイギリスにとって最初のポラリスを発射できる艦艇となった。

### シェヴァリーン
その後、レゾリューション級のポラリスシステムは英国で設計されたシェヴァリーンと呼ばれる延命プログラムを受けた。オリジナルのアメリカ海軍のポラリスは弾道ミサイル防衛(ABM)を突破するように設計されていなかった。しかしながら、イギリス海軍は、独立して作戦活動を行い、そしてしばしばただ1隻の潜水艦のみが戦略抑止哨戒に従事している自らの小規模なポラリス戦力が、モスクワ周辺のABM網を確実に突破しうるようにしなければならなかった。その結果がシェヴァリーンで、核弾頭全体の数を減らす一方で、防御対策を賦与する事を可能にした。
シェヴァリーンは複数の囮、チャフ、およびその他の防御のための対抗手段をポラリスに追加するものだった。その存在はようやく1980年代に明らかになり、それというのも計画の予算超過のゆえであった。1975年1月に最終的に計画が承認された際にもともと試算されていた額のほぼ4倍に達していたからである。このシステムは1982年半ばにレナウン(HMS Renown, S26)上で稼動し、イギリスの弾道ミサイル潜水艦の全てに装備されたのは1987年半ばのことであった。シェヴァリーンは1996年に退役した。
政治的な紛争の後に、結局はコストと必要性から英国のポラリスはトライデントにアップグレードされる事が決まるが、その実行はトライデントII（D5）の完成を待つ事となった。

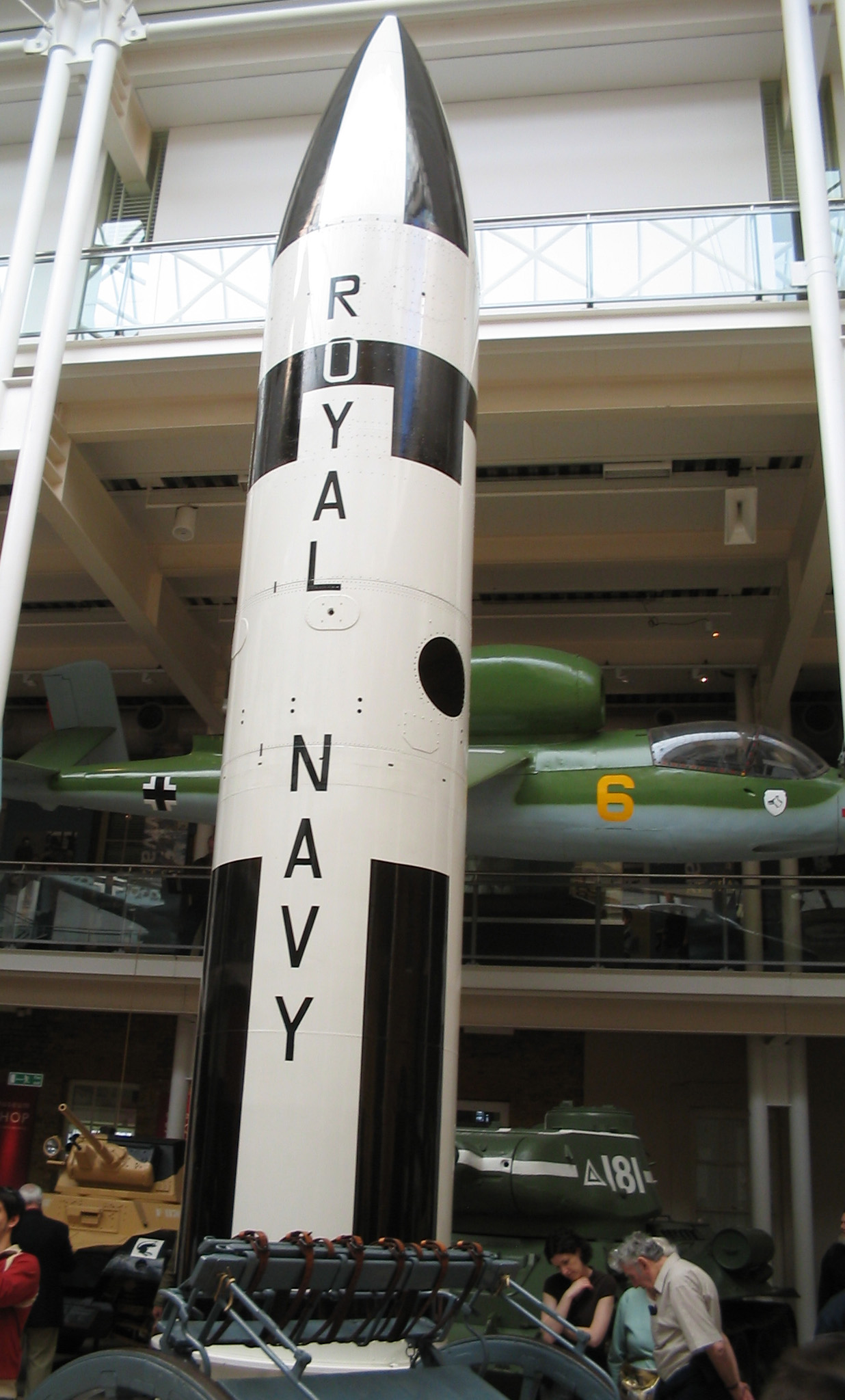
ロンドン帝国戦争博物館で展示されている、イギリス海軍用のポラリス
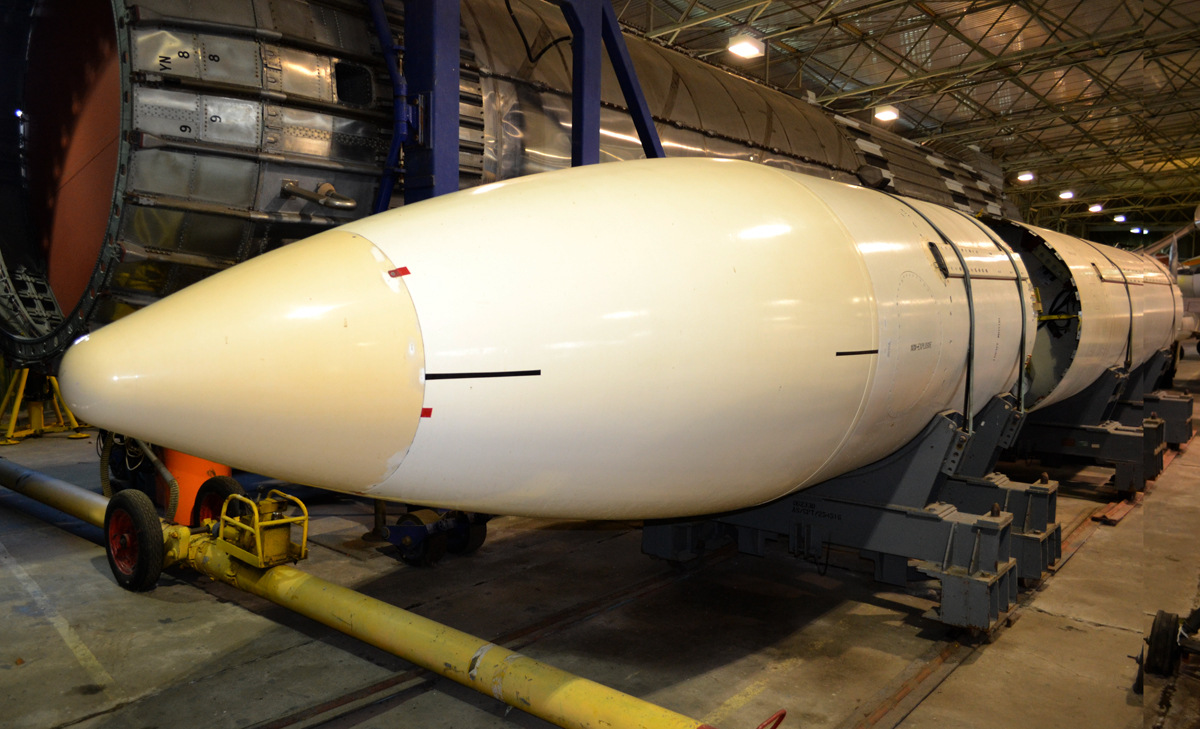
博物館に展示されているポラリス・ミサイルの訓練弾

## イタリア海軍
ポラリスはイタリア海軍の誘導ミサイル巡洋艦ジュゼッペ・ガリバルディへの搭載が検討されたことがある。ジュゼッペ・ガリバルディは1936年就役の艦であるが、1957年から1961年にかけて大改装を行い、ポラリス発射筒4基を搭載した。1961年から1962年にかけて発射試験が行われ、成功した。この成功により、北大西洋条約機構の多角的核戦力、すなわち25隻の多国籍（アメリカ、イギリス、フランス、イタリアおよび西ドイツ）水上艦艇に200発のポラリスミサイルを装備させ、ヨーロッパの連合国に北大西洋条約機構(NATO)の核抑止力の管理に参加させる構想にアメリカは参加した。
イタリアへのポラリス導入プログラムは、多角的核戦力構想ともども放棄された。ひとつはキューバ危機の結果による政治的理由のゆえであり、他方では、最初の弾道ミサイル潜水艦ジョージ・ワシントンにより有効に潜水艦発射弾道ミサイルを発射できる可能性が実証されたことによって、水上艦発射ミサイルよりも潜水艦発射弾道ミサイルがより好ましいと考えられたからであった。
イタリアは新たに国内でアルファと呼ばれる弾道ミサイルを開発したが、この開発プログラムはイタリアが1976年に核不拡散条約を批准した後にキャンセルされ、3基目にして最後のプロトタイプの試射が1976年に成功を収めた。
前述のジュゼッペ・ガリバルディの他、1963年から1964年にかけて就役した2隻のアンドレア・ドーリア級ヘリコプター巡洋艦も2基のポラリス・ミサイルの配備を検討されたが、配備には至らなかった。全ての発射管は建造されたものの、搭載はされずにラ・スペツィアの海軍施設に保管された。1969年に進水したヴィットリオ・ヴェネトもまた4基のポラリス・ミサイルの配備が検討されたが検討にとどまり、1980年から1983年にかけての近代化改装時にこれらの施設は全て除去され、他の兵器およびシステムに使用された。